# Indian National Congress
Indian National Congress (dansk: Det Indiske Kongresparti; i daglig tale The Congress eller Kongrespartiet) er det moderne Indiens vigtigste politiske parti.
Indian National Congress blev grundlagt i Mumbai i 1885. Oprindelig var partiet en moderat og reformvenlig bevægelse der havde den britiske regerings velsignelse.
Mere radikale tendenser og strømninger udviklede sig senere og førte til splittelser, deriblandt forårsaget af nationalisten Bal Gangadhar Tilak (1856-1920), en af de første og stærkeste fortalere for selvstændighed.
Efter den Første Verdenskrig kom partiet under Mohandas Gandhis indflydelse og krævede utvetydig selvstændighed fra England. Gandhis nære medarbejder Jawaharlal Nehru blev partiets formand i 1929.
Efter Indiens selvstændighed i 1947 blev Nehru den nye republiks første premierminister og partiet regerede uafbrudt indtil splittelser inden for partiet resulterede i et valgnederlag i 1977, hvor oppositionskoalitionen, folkefrontspartiet Janata Party opnåede absolut flertal, og dannede regering under Morarji Desai, der var tidligere medlem af Kongrespartiet, hvor han havde haft flere ministerposter, indtil han brød med Indira Gandhis centralistiske linje. 
Jawaharlal Nehru og hans familie har mere end nogen anden haft en afgørende betydning for Indian National Congress siden selvstændigheden, og udover Nehru selv, der var premierminister fra 1947-64, så var hans datter Indira Gandhi premierminister 1966-77 og 1980-84. Efter drabet på Indira Gandhi var hendes søn Rajiv Gandhi premierminister fra 1984 og indtil han blev dræbt ved et attentat i 1989. I dag er Rajivs enke Sonia Gandhi partiets præsident og deres søn Rahul Gandhi er partiets nuværende kronprins.